# Historia polskiej muzyki rozrywkowej (seria monet)
Seria Historia polskiej muzyki rozrywkowej obejmuje srebrne monety kolekcjonerskie, srebrne klipy oraz obiegowe dwuzłotowe monety okolicznościowe ze stopu Nordic Gold. Narodowy Bank Polski zainaugurował tę serię w 2009 roku. Jej celem jest przedstawienie wybitnych polskich artystów nagrywających muzykę rozrywkową. Pierwsze monety serii upamiętniły Czesława Niemena.

## Lista monet seriiHistoria polskiej muzyki rozrywkowej
Zarówno awers, jak i rewers monet srebrnych (okrągłych i klip) próby 925 o nominale 10 złotych jest zmienny. Stałymi elementami awersu jest orzeł, rok wprowadzenia monety do obiegu, nominał i napis Rzeczpospolita Polska. Rewers przedstawia wybitnego muzyka.
Awers monet ze stopu CuAl5Zn5Sn1 (Nordic Gold) przedstawia orła, rok wprowadzenia do obiegu, nominał (2 złote) oraz napis Rzeczpospolita Polska. Na rewersie z kolei przedstawiona jest artysta tworzący muzykę rozrywkową.
| Moneta                          | Nominał            | Stop        | Średnica               | Masa    | Data emisji     | Nakład    | Wizerunek monety |
| ------------------------------- | ------------------ | ----------- | ---------------------- | ------- | --------------- | --------- | ---------------- |
| Czesław Niemen                  | 10 złotych (klipa) | Ag 925      | 28,20×28,20 mm (klipa) | 14,14 g | 19 czerwca 2009 | 100 000   | awers i rewers   |
| Czesław Niemen                  | 10 złotych         | Ag 925      | 32,00 mm               | 14,14 g | 19 czerwca 2009 | 100 000   | awers i rewers   |
| Czesław Niemen                  | 2 złote            | CuAl5Zn5Sn1 | 27,00 mm               | 8,15 g  | 17 czerwca 2009 | 1 400 000 | rewers           |
| Krzysztof Komeda                | 10 złotych         | Ag 925      | 28,20×28,20 mm (klipa) | 14,14 g | 1 grudnia 2010  | 60 000    | awers i rewers   |
| Krzysztof Komeda                | 10 złotych         | Ag 925      | 32,00 mm               | 14,14 g | 1 grudnia 2010  | 60 000    | awers i rewers   |
| Krzysztof Komeda                | 2 złote            | CuAl5Zn5Sn1 | 27,00 mm               | 8,15 g  | 1 grudnia 2010  | 1 400 000 | rewers           |
| Jeremi Przybora, Jerzy Wasowski | 10 złotych         | Ag 925      | 28,20×28,20 mm (klipa) | 14,14 g | 8 grudnia 2011  | 50 000    | awers i rewers   |
| Jeremi Przybora, Jerzy Wasowski | 10 złotych         | Ag 925      | 32,00 mm               | 14,14 g | 8 grudnia 2011  | 50 000    | awers i rewers   |
| Jeremi Przybora, Jerzy Wasowski | 2 złote            | CuAl5Zn5Sn1 | 27,00 mm               | 8,15 g  | 8 grudnia 2011  | 1 400 000 | rewers           |
| Agnieszka Osiecka               | 10 złotych         | Ag 925      | 28,20×28,20 mm (klipa) | 14,14 g | 5 grudnia 2013  | 28 000    | awers i rewers   |
| Agnieszka Osiecka               | 10 złotych         | Ag 925      | 32,00 mm               | 14,14 g | 5 grudnia 2013  | 28 000    | awers i rewers   |
| Agnieszka Osiecka               | 2 złote            | CuAl5Zn5Sn1 | 27,00 mm               | 8,15 g  | 5 grudnia 2013  | 800 000   | rewers           |
| Grzegorz Ciechowski             | 10 złotych         | Ag 925      | 28,20×28,20 mm (klipa) | 14,14 g | 11 grudnia 2014 | do 30 000 | awers i rewers   |
| Grzegorz Ciechowski             | 10 złotych         | Ag 925      | 32,00 mm               | 14,14 g | 11 grudnia 2014 | do 30 000 | awers i rewers   |
| Krzysztof Klenczon              | 10 złotych         | Ag 925      | 28,20×28,20 mm (klipa) | 14,14 g | 15 grudnia 2020 | do 12 000 | awers i rewers   |
| Krzysztof Klenczon              | 10 złotych         | Ag 925      | 32,00 mm               | 14,14 g | 15 grudnia 2020 | do 12 000 | awers i rewers   |